# 4-я гвардейская танковая армия
4-я гварде́йская та́нковая армия (4 Гв. ТА) — оперативное войсковое объединение в составе ВС СССР во время Великой Отечественной войны и в послевоенный период.

## Боевой путь во время Великой Отечественной войны

### Бои в Верхней Силезии
4-я гвардейская танковая армия сформирована 18 марта 1945 года путём преобразования 4-й танковой армии 1-го Украинского фронта в ходе Верхнесилезской операции. Она имела в своём составе Управление, 6-й гвардейский механизированный корпус, 10-й гвардейский танковый корпус, 68-ю гвардейскую танковую бригаду и ряд отдельных соединений и частей. В ходе операции армия участвовала в окружении и ликвидации Оппельнской группировки немецких войск, которая была ликвидирована к 22 марта. 24 марта в состав армии включён 5-й гвардейский механизированный корпус, в котором, помимо артиллерии и мотострелков, имелось 150 танков.
24 марта 1945 года 5-й гвардейский механизированный корпус перешёл в атаку в направлении Леобшютц — Троппау, однако больших успехов не добился и смог продвинуться лишь на 3—4 км. В связи с эти командующий армией ввёл в бой 6-й гвардейский механизированный корпус в направлении Штойбервитца. Этот манёвр дал результаты, корпус продвинулся на 10 км вглубь обороны противника и создал непосредственную угрозу окружения 1-й танковой дивизии СС «Лейбштандарт СС Адольф Гитлер», сдерживавшей до этого времени продвижение 10-го гвардейского танкового корпуса. В последующие 3 дня армия завершила окружение немецких войск в районе Бискау и во взаимодействии с 60-й армией уничтожила их.

### Битва за Берлин
3 апреля армия оставила свой боевой участок в Верхней Силезии 60-й армии и вернулась в район Форста, где должна была принять участие в Берлинской операции. 4-я гвардейская танковая армия получила задачу войти в прорыв 5-й гвардейской армии, и после того, как та прорвёт оборону противника на реках Нейсе и Шпрее, обогнав боевые порядки стрелковых частей, предстояло стремительно развивать наступление в направлении Шпремберга и на шестой день операции овладеть городами Дессау и Ратенов. Перед началом операции ряд соединений и частей армии получили звание гвардейских.
16 апреля части армии перешли в наступление. Успешно наступая, 4-я гвардейская танковая армия овладела городами Шпремберг, Калау, Луккау, Бабельсберг и 21 апреля вышла на подступы к юго-западным предместьям Берлина. 63-я гвардейская танковая бригада под командованием полковника М. Г. Фомичёва, действуя в качестве передового отряда 4-й гвардейской танковой армии, разгромила немецкий гарнизон в Бабельсберге (южнее предместьев Берлина) и освободила из концентрационных лагерей 7 тыс. узников. В их числе находился премьер-министр Франции Эдуар Эррио с супругой. 22 апреля 5-й гвардейский механизированный корпус овладел городами Беелитц, Трёйенбритцен и Ютербог, где был захвачен аэродром и около 300 самолётов противника. Выйдя на рубеж Трёйенбритцен, Беелитц, корпус завязал бой с передовыми частями 12-й немецкой армии генерала Венка, которая пыталась прорваться в Берлин. Все атаки противника были отражены, а его части отброшены в исходное положение. 23 апреля 10-й гвардейский танковый корпус форсировал канал Тельтов.
Войдя в немецкую столицу с юга, 4-я гвардейская танковая армия стремительно шла на соединение с войсками 1-го Белорусского фронта, замыкая кольцо окружения вокруг Берлина с запада. В ночь на 25 апреля 35-я гвардейская механизированная бригада 6-го гвардейского механизированного корпуса овладела городом Кетцин в 22 км западнее Берлина, где соединилась с 328-й стрелковой дивизией 77-го стрелкового корпуса и с 65-й гвардейской танковой бригадой 1-го Белорусского фронта, замкнув кольцо окружения в этом районе.
После чего 4-я гвардейская танковая армия продолжала выполнять задачи: во-первых, она должна была надёжно закрыть пути выхода противника из Берлина на юго-запад, во-вторых, не допустить к Берлину 12-ю армию, имевшую главной задачей деблокировать Берлин с 200-тысячным гарнизоном, и, в-третьих, не выпустить остатки 9-й немецкой армии, прорывавшиеся через тылы нашей армии в районе Луккенвальде на запад, в американскую зону. Утром 2 мая немецкие войска, прорывавшиеся из окружения, вышли в расположение штаба армии. Отражение атаки возглавил лично командующий армией Д. Д. Лелюшенко, и к полудню противник был разгромлен.
1 мая решительным ударом 5-го гвардейского механизированного корпуса на запад и 6-го гвардейского механизированного корпуса на восток и юго-восток во взаимодействии с частями 13-й армии генерала Пухова полностью были разгромлены соединения 12-й и остатки 9-й армий противника. 10-й гвардейский танковый корпус Белова вместе с другими соединениями армии продолжал настойчиво штурмовать юго-западную часть Берлина, прижимая врага к Бранденбургским воротам. 2 мая Берлинский гарнизон капитулировал.
За время Берлинской операции войсками 4-й гвардейской танковой армии было уничтожено 42 850 солдат и офицеров противника, 31 350 взято в плен, сожжено и захвачено 556 танков и бронетранспортёров, 1178 орудий и миномётов.

### Пражская операция
4-я гвардейская танковая армия в составе 1-го Украинского фронта приняла участие в Пражской операции — последней наступательной операции советских войск в Европе. 3 мая армия сдала свой боевой участок 69-й армии 1-го Белорусского фронта и стала сосредотачиваться в лесах в 35—50 км южнее Берлина для подготовки удара на Прагу. Армия получила приказ наступать в полосе 13-й армии вдоль западных берегов рек Эльбы и Влтавы в общем направлении Теплице — Шанов — Прага.
5 мая части армии переправились через Эльбу в районе Торгау. 6 мая армия перешла в наступление, на день раньше, чем планировалось, в связи с началом Пражского восстания. К вечеру 6 мая войска армии, пройдя 50 км, вышли на рубеж Вальдгейм, Зибелен, а передовыми отрядами продвинулись вперёд до 65 км, овладели важным железнодорожным узлом — городом Фрайберг. 7 мая 4-я гвардейская танковая армия продвинулась ещё на 50—60 км, до рубежа Фрауэнштейн, Зайда. Вскоре все перевалы через Рудные горы были заняты советскими частями. 10-й гвардейский танковый корпус занял Теплице и Шанов, а 6-й гвардейский механизированный корпус — Духцев.
В ночь на 8 мая 10-я гвардейская механизированная бригада, действуя в качестве передового отряда армии, в районе города Жатец разгромила штаб группы армий «Центр», полностью парализовав тем самым управление немецкими войсками.
Действуя в трудных условиях горной местности, гвардейцы 16-й механизированной бригады Г. М. Щербака утром 8 мая ворвались в город Мост, имеющий большое военно-промышленное значение. Там был размещён крупный завод по производству синтетического бензина. Бригада уничтожила более 20 вражеских орудий, разгромила нацистский гарнизон и освободила город.
В ночь на 9 мая 63-я гвардейская танковая бригада ворвалась в Прагу. В 4.00 утра весь 10-й гвардейский танковый корпус зашёл в чешскую столицу и вышел на её северо-восточную окраину, восточную и юго-восточную окраину. 6-й гвардейский механизированный корпус — на южную и юго-западную окраину города. 5-й гвардейский механизированный корпус — на западную окраину. Вместе с этими частями в город также вошли 3-я гвардейская танковая армия, 3-я гвардейская и 13-я армии.
4-я гвардейская танковая армия по приказу командования фронта после освобождения Праги выдвинулась в восточном и юго-восточном направлениях и перерезала пути отхода разбитым немецким войскам на запад. 11-я гвардейская механизированной бригада 5-го гвардейского механизированного корпуса, действуя в направлении Пльзен, в 11 час. 9 мая встретилась со 2-й пехотной дивизией 5-го армейского корпуса 3-й американской армии в районе Ржичаны (20 км восточнее Пльзен).
В ходе Пражской операции с 6 по 10 мая 1945 года 4-я гвардейская танковая армия, пройдя с боями около 200 км, уничтожила и захватила около 200 танков и бронетранспортёров, 246 орудий и миномётов, 6290 автомашин, взяла в плен 48 тыс. немецких солдат и офицеров, в том числе 9 генералов.

## Послевоенный период
После окончания войны 4-я гвардейская танковая армия была включена в состав Центральной группы войск и располагалась в Советской оккупационной зоне. В 1946 году армия была переименована в 4-ю гвардейскую механизированную армию. Её корпуса были преобразованы в дивизии. В ноябре 1946 года в связи с уменьшением личного состава Вооружённых сил СССР 4-я гвардейская механизированная армия была преобразована в 4-ю гвардейскую отдельную кадровую танковую дивизию. Соответственно её дивизии были преобразованы в отдельные кадровые полки, полки в отдельные кадровые батальоны или дивизионы, отдельные батальоны в отдельные кадровые роты или батареи.
В течение 1949 года из отдельных кадровых частей заново была сформирована полнокровная 4-я гвардейская механизированная армия в составе 6-й и 7-й гвардейских механизированных и 10-й гвардейской танковой дивизий. В 1958 году вновь переименована в 4-ю гвардейскую танковую армию. В 1960 году преобразована в 20-ю гвардейскую общевойсковую армию.

## Командующие армией
- генерал-полковник Лелюшенко, Дмитрий Данилович (март 1945 — 30 августа 1947)
- генерал-лейтенант танковых войск Обухов, Виктор Тимофеевич (30 августа 1947 — 15 декабря 1951)
- генерал-майор танковых войск Калиниченко, Пётр Иванович (15 декабря 1951 — 11 мая 1953)
- генерал-лейтенант Комаров, Владимир Николаевич (11 мая 1953 — 10 января 1955)
- генерал-лейтенант танковых войск Чиж, Владимир Филиппович (10 января 1955 — 22 января 1960)

## В составе
- 1-й Украинский фронт (март — июнь 1945)
- Группа советских войск в Германии (июнь 1945—1960)

## Состав армии
| - Управление - 5-й гвардейский механизированный корпус - 10-я гвардейская механизированная бригада - 11-я гвардейская механизированная бригада - 12-я гвардейская механизированная бригада - 24-я гвардейская танковая бригада - Ряд отдельных артиллерийских и инженерных частей - 6-й гвардейский механизированный корпус - 16-я гвардейская механизированная бригада - 17-я гвардейская механизированная бригада - 49-я механизированная бригада - 29-й отдельный танковый полк (с 17.03.1945 — 117-й гвардейский танковый полк) - 56-й отдельный танковый полк (с 17.03.1945 — 118-й гвардейский танковый полк) - Ряд отдельных артиллерийских и инженерных частей - 10-й гвардейский добровольческий танковый корпус - 61-я гвардейская танковая бригада - 62-я гвардейская танковая бригада - 63-я гвардейская танковая бригада - Ряд отдельных артиллерийских и инженерных частей - 68-я гвардейская танковая бригада - 6-я гвардейская зенитная артиллерийская дивизия - 200-я лёгкая артиллерийская бригада - 70-я гвардейская самоходно-артиллерийская бригада - 20-я моторизованная инженерная бригада - 13-й отдельный гвардейский танковый полк прорыва - 119-й отдельный гвардейский инженерно-танковый полк - 312-й гвардейский миномётный полк - 51-й мотоциклетный полк - 225-й гвардейский авиационный полк связи Части армейского подчинения: - 6-й отдельный гвардейский Львовский орденов Богдана Хмельницкого, Александра Невского и Красной Звезды полк связи. - 3-я гвардейская моторизованная инженерная бригада | - Управление - 10-я гвардейская танковая дивизия - 25-я танковая дивизия - 5-я гвардейская механизированная дивизия - 6-я гвардейская механизированная дивизия - 7-я гвардейская механизированная дивизия - Управление - 6-я гвардейская мотострелковая дивизия - 11-я гвардейская мотострелковая дивизия - 10-я гвардейская танковая дивизия |